# Lill-Dystamnet
Lill-Dystamnet är en sjö i Älvdalens kommun i Dalarna och ingår i Dalälvens huvudavrinningsområde.